# Отдыхающий Гермес

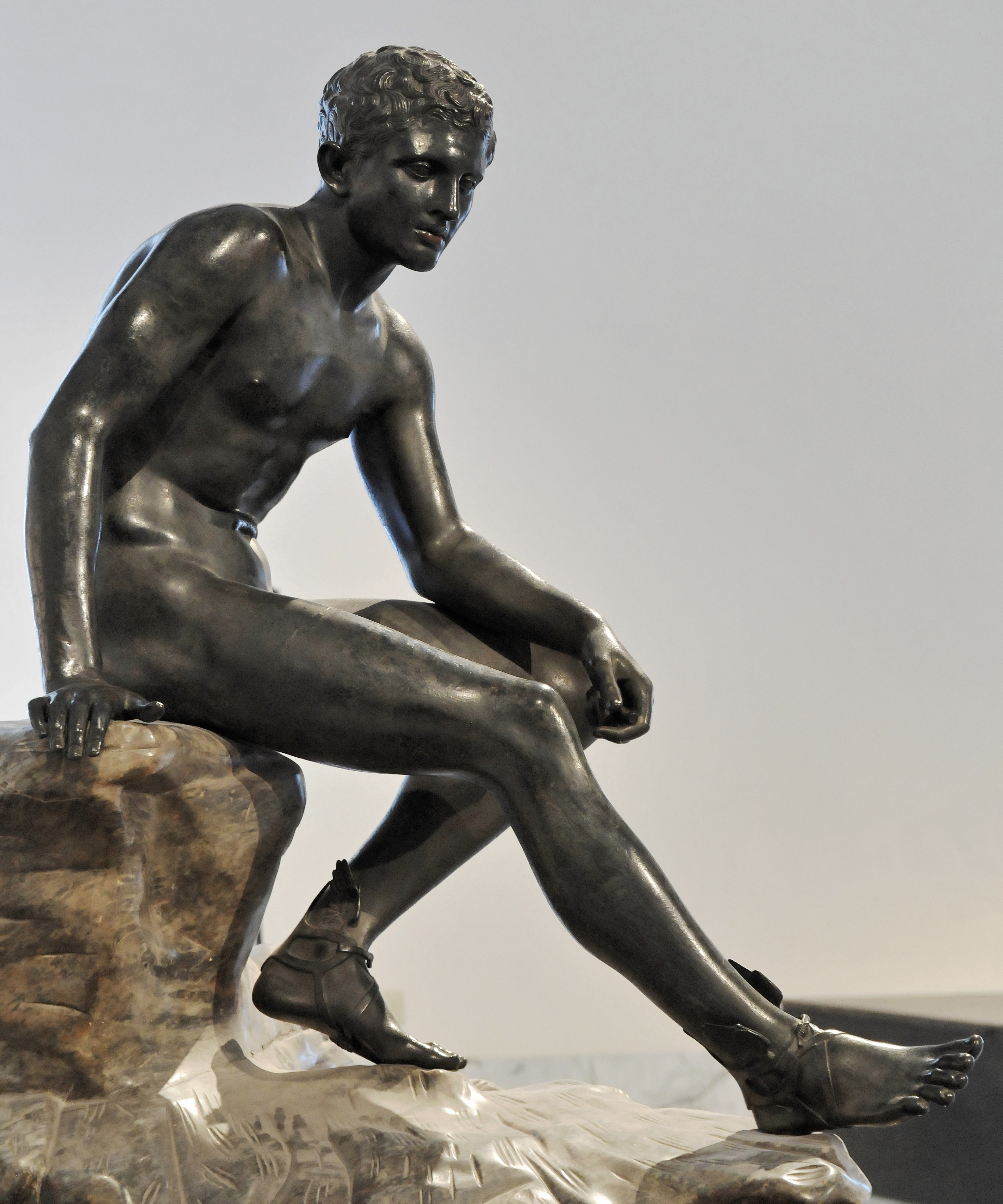
«Отдыхающий Гермес» в Национальном археологическом музее Неаполя

Отдыхающий Гермес (итал. L'Hermes in riposo) — одна из первых античных бронзовых скульптур, ставших достоянием просвещённых любителей искусства в Новое время. Скульптура была обнаружена в 1758 году при раскопках Геркуланума на Вилле Папирусов. Представляет собой римскую копию, сделанную до 79 г. н. э. Хранится в Национальном археологическом музее Неаполя. Несохранившийся оригинал приписывается выдающемуся скульптору поздней классики Лисиппу и датируется IV веком до н. э. Другая копия находится на Вилле Гетти в Малибу (Калифорния), построенной по образцу Виллы Папирусов в Геркулануме. Ещё одна бронзовая копия имеется в собрании Музея истории искусств в Вене, и много других в разных городах мира. Тонированный гипсовый слепок скульптуры из «цветаевской коллекции слепков» экспонируется в Музее изобразительных искусств имени А. С. Пушкина в Москве.

## История
Античная статуя отдыхающего Гермеса упоминается вместе с другими, изображающими бегунов Панэллинских игр (также в собрании Неаполитанского музея), находившихся в садах виллы Тита Аттика, упоминается в переписке Цицерона и Тита Помпония Аттика. «Эта статуя была, вероятно, самым известным произведением искусства, обнаруженным в Геркулануме и Помпеях в восемнадцатом веке». Воспроизведение скульптуры впервые появилось в знаменитом восьми-томном издании гравюр «Древности Геркуланума» (Le Antichità di Ercolano, 1757—1792).
В период наполеоновских войн и оккупации Италии французскими войсками в 1799 году генерал Жан Этьен Шаньонне намеревался отправить Гермеса вместе с другими античными произведениями во Францию, в Музей Наполеона в Лувре, о чём свидетельствует письмо в Директорию от 25 февраля 1799 года (7 ventoso anno VII). Однако скульптуру спрятали, упаковав в один из пятидесяти двух ящиков с древностями и произведениями искусства, сопровождавших бегство неаполитанских Бурбонов на Сицилию. Сначала Гермес хранился во дворце Портичи в окрестностях Неаполя, откуда при известии о наступлении Наполеона (1798) совершил путешествие в Палермо. С 1816 года скульптура снова находилась на королевской вилле в Портичи.
Позднее, в конце 1930-х годов Герман Геринг увёз скульптуру в Германию, но с помощью итальянского секретного агента, произведение вернулось в Неаполь. В течение XX века морскими археологами были обнаружены типологически схожие с «Гермесом» статуи «Марафонский юноша» и «Атлет из Фано».

## Проблемы атрибуции
Скульптура «Гермеса, сидящего на скале» считается римской копией греческого оригинала IV века до н. э., приписывается Лисиппу, но это не подтверждается древними литературными источниками". Тем не менее, Б. Р. Виппер рассматривал особенности этой скульптуры в общем контексте анализа творческого метода и индивидуального  стиля творчества Лисиппа: «Юный вестник богов устал — об этом свидетельствует его согнутая спина — и присел отдохнуть на выступе скалы. Но этот отдых мимолётен; и в покое Гермес полон энергии и стремительности: он сидит только краешком тела, едва касаясь земли ногами и опираясь ладонью о скалу — достаточно маленького нажима руки, и лёгкий, как птица, бог вновь помчится по воздуху. В Гермесе показана и его стремительность, и ловкость, в повороте головы и выражении лица есть даже оттенок хитрости — недаром Гермес считался покровителем воров. Обращает внимание маленькая деталь: крылышки бога скреплены на подошвах розетками — вестник богов не привык прикасаться ногами к земле». Историк искусства делает вывод о том, что эти и другие особенности скульптуры «если и не могут быть отнесены самому мастеру, тем не менее, возникли под его влиянием, может быть, в его мастерской».

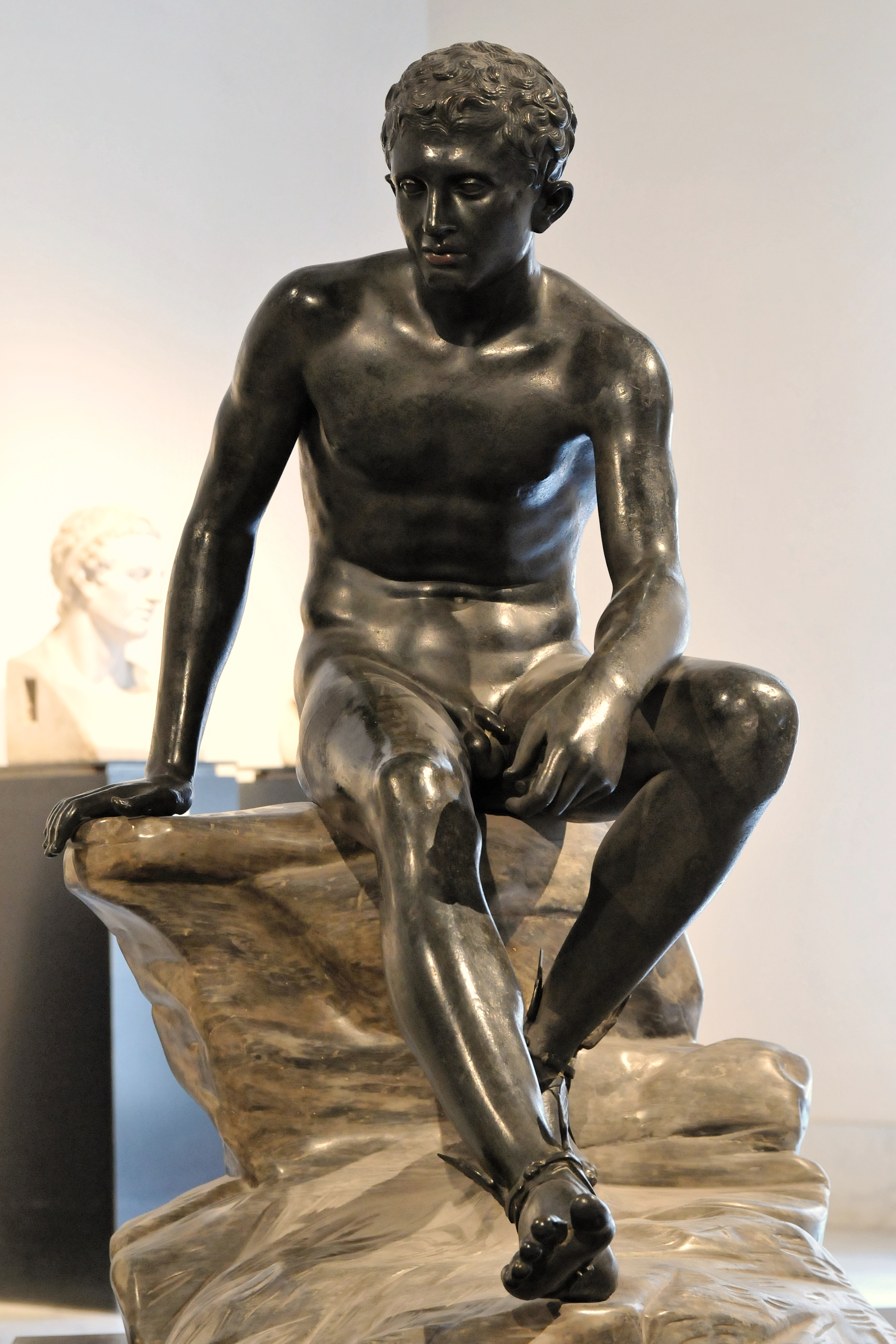
Отдыхающий Гермес. Вид спереди
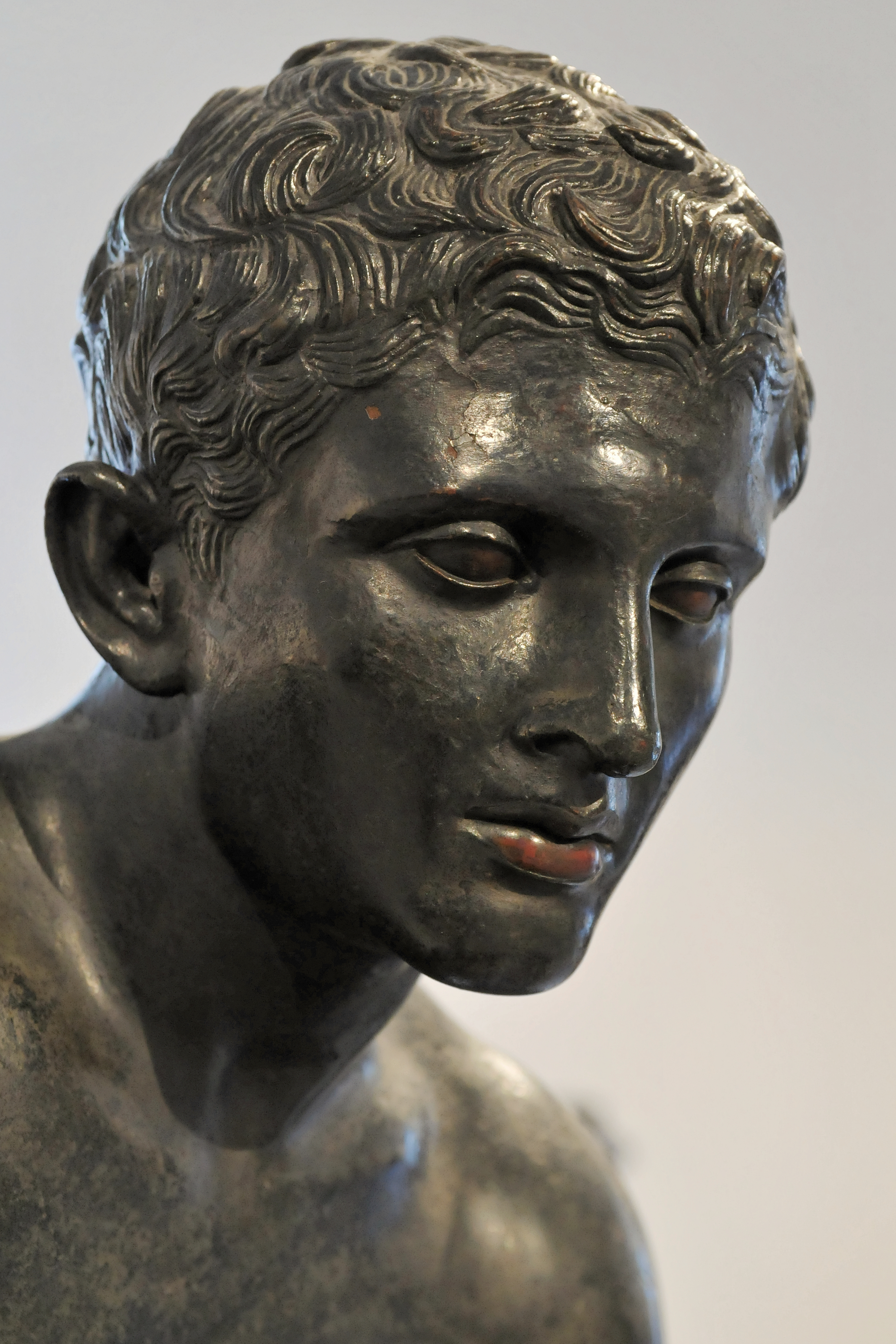
Деталь скульптуры
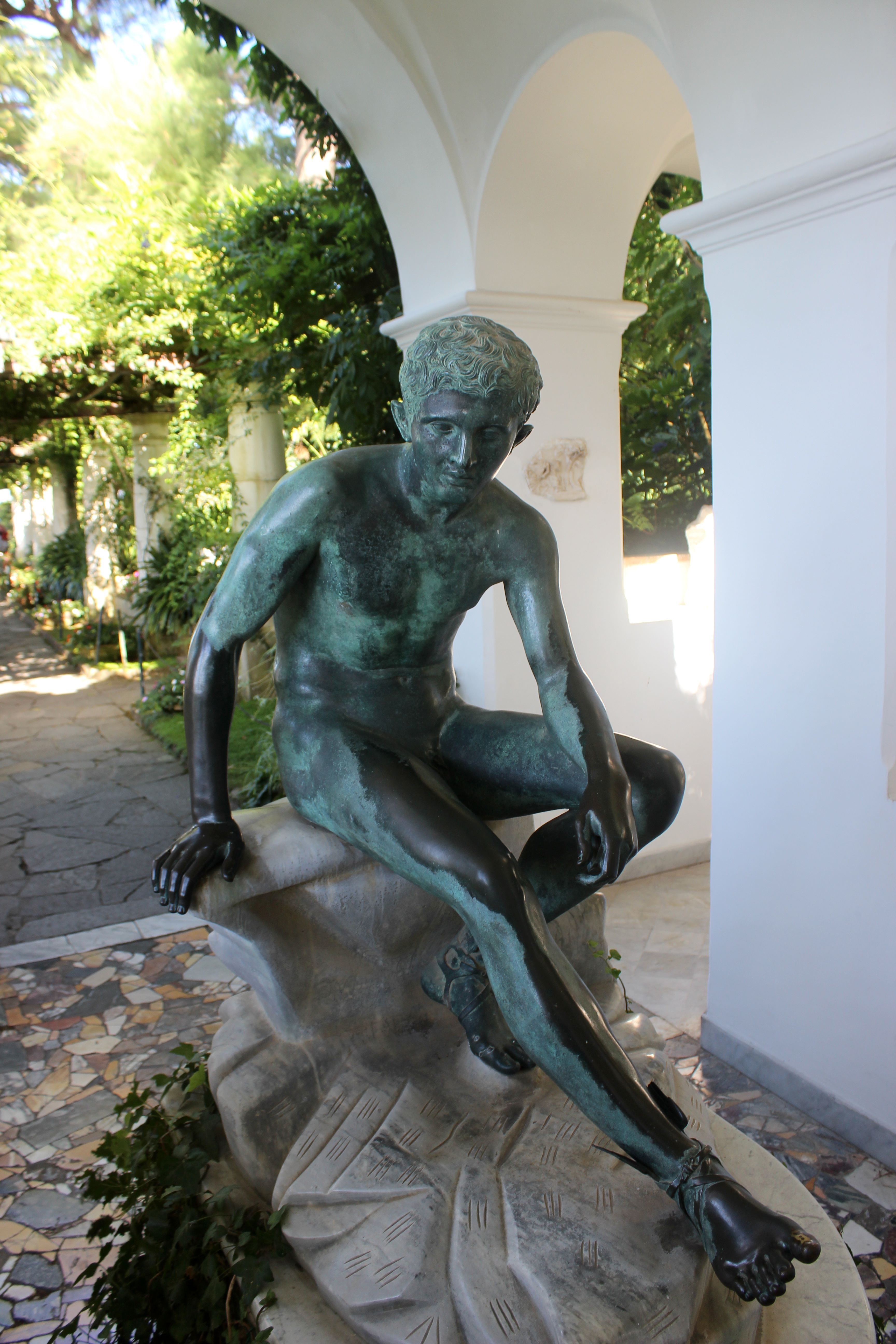
Отдыхающий Гермес на вилле Сан-Микеле, Анакапри, о. Капри
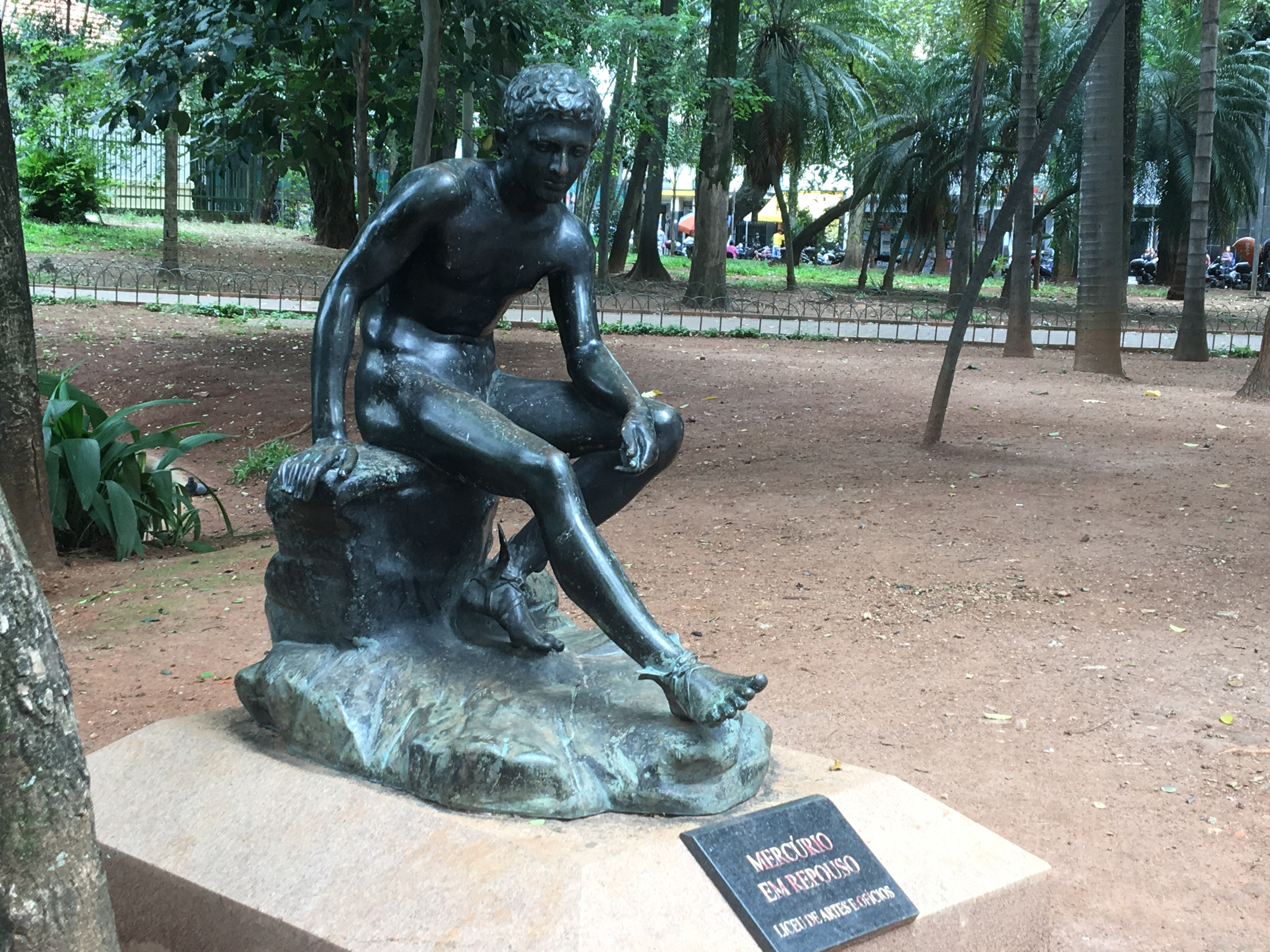
Отдыхающий Гермес в парке Сан-Паулу, Бразилия. 1907. Бронза
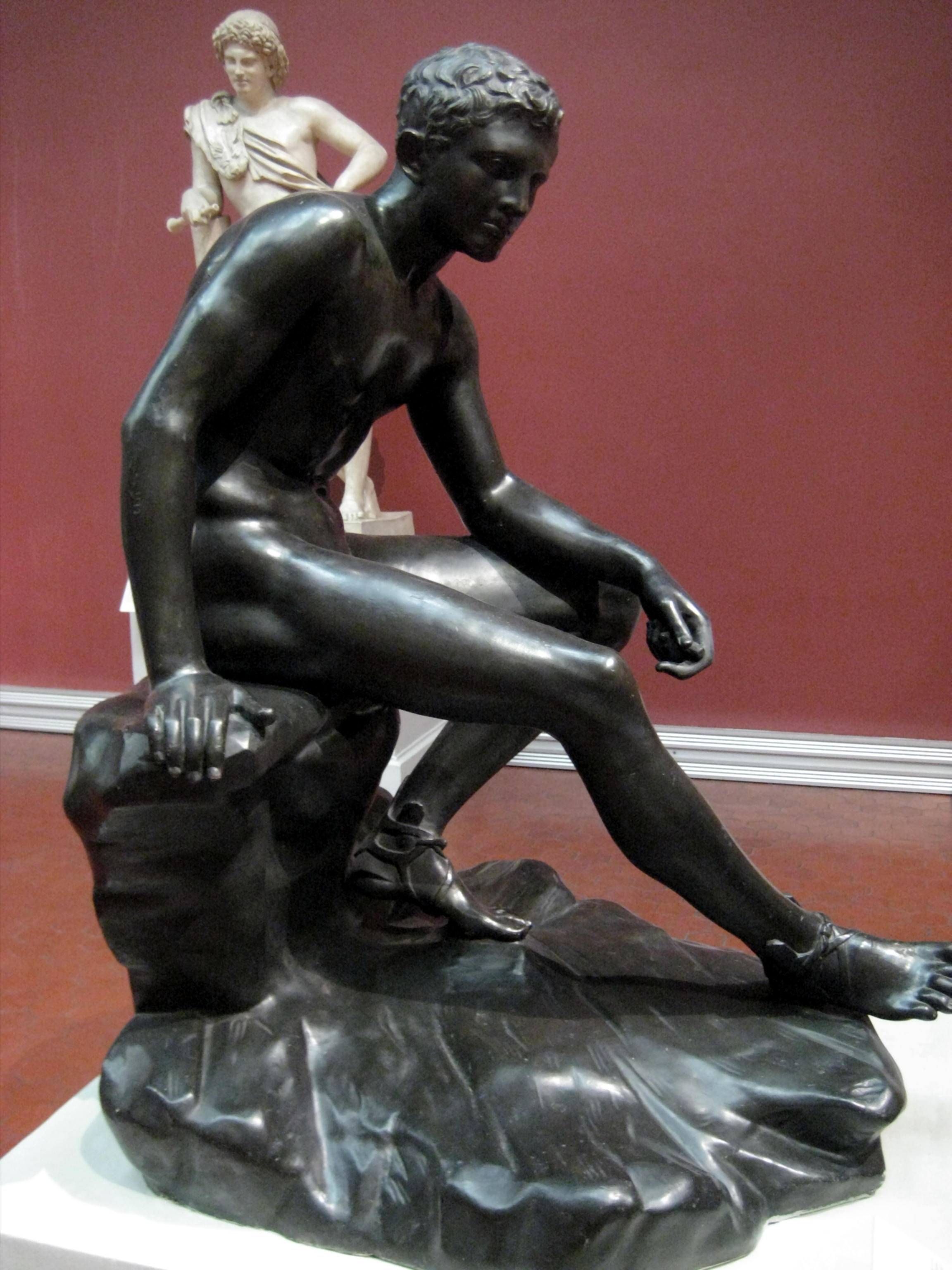
Гипсовый тонированный слепок в Музее изобразительных искусств им. А. С. Пушкина, Москва